# Elisabeth – Die Legende einer Heiligen
Elisabeth – Die Legende einer Heiligen ist ein Musical über die heilige Elisabeth von Thüringen in zwei Akten. Urheber sind Dennis Martin und Peter Scholz der spotlight Musicalproduktion, die bereits das Musical Bonifatius verwirklicht haben. Die Uraufführung fand anlässlich des Elisabethjahres am 7. Juli 2007 im Landestheater Eisenach statt. Wiederaufnahmen gab es 2008 und 2009 in Eisenach sowie im Herbst 2008 und im Dezember 2009 einige Vorstellungen in Marburg. Seit 2014 brachte der music art Weißenfels e.V. eine semi-professionelle Inszenierung des Musicals auf die Bühne, die 2015 in die dritte Spielzeit ging. Bei den Musical1.de Musicalwahlen 2014 wurde die Inszenierung mit 22 % aller abgegebenen Stimmen zum "Besten Laien-Musical" gewählt.

## Handlung
Die Bühnenhandlung ist eine kritische Auseinandersetzung mit den unterschiedlichen Perspektiven, die von der heiligen Elisabeth überliefert wurden. Dies wird im Stück durch den historisch-kritischen Erzähler Wolfram von Eschenbach und den glorifizierend-verklärenden Erzähler Walther von der Vogelweide dargestellt, die in einem Sängerstreit liegen, wie die Geschichte der Landgräfin erzählt werden soll.

### Erster Akt
Elisabeth, die kleine Königstochter Ungarns, kommt im Alter von vier Jahren an den Hof des thüringischen Landgrafen Hermann I. Bereits in diesem Alter wird sie dem Thronfolger Ludwig als Gemahlin versprochen. Beide Kinder wachsen gemeinsam auf der Wartburg auf und als Ludwig nach dem Tod seines Vaters der neue Landgraf wird, heiratet er die 14-jährige Elisabeth – aus ehrlicher Zuneigung und Liebe. Während Elisabeth zwei Kindern das Leben schenkt, wendet sie sich immer mehr christlichen Werten und religiösen Ritualen um den fanatischen Kreuzzugspriester Konrad von Marburg zu, die immer stärker mit ihrer Rolle als Landgräfin kollidieren. Sie möchte die Standesunterschiede zu den Armen und Aussätzigen überwinden und stößt damit insbesondere bei Ludwigs Bruder Heinrich und dem Hofstaat immer wieder auf Ablehnung. Heinrich will Elisabeth überführen, die mit abgedeckten Körben voller Brot die Bedürftigen in einem von ihr gegründeten Armenhaus unterstützt. Doch in ihrem Ehemann Ludwig findet Elisabeth volle Unterstützung, indem dieser darauf besteht, Elisabeth würde nur Rosen in ihrem Korb transportieren, was er seinem Bruder auch beweist, da unter dem Tuch – zumindest an diesem Tag – tatsächlich Rosen liegen (das Rosenwunder der Elisabeth). Die freudige Dankbarkeit, die ihr die Notleidenden entgegenbringen, erfüllt sie mit innerer Zufriedenheit und tiefem Glück. Sie glaubt, ihre Aufgabe und ihren Platz im Leben gefunden zu haben.

### Zweiter Akt
Ludwig zieht zusammen mit Kaiser Friedrich II. auf den Kreuzzug nach Jerusalem, während Thüringen von einer Hungersnot heimgesucht wird und Elisabeth die Kornkammern der Burg öffnet, um damit Tausenden von Menschen das Leben zu retten. Als Ludwig aber fern der Heimat an einer Seuche stirbt, wird Elisabeth mit erst 20 Jahren Witwe. Ihr Schwager Heinrich übernimmt die Regierung und verbannt Elisabeth schließlich, nicht zuletzt wegen ihrer Freigiebigkeit, von der Wartburg. Zusammen mit dem immer verblendeter werdenden Priester Konrad geht sie nach Marburg, um dort mit ihrem Witwengut, das Konrad von Heinrich im Austausch gegen Elisabeths Kinder vereinbaren konnte, ein Siechenhaus zu finanzieren. Elisabeths drittes Kind Gertrud, das erst nach Ludwigs Tod geboren wurde, gibt Elisabeth auf Anraten Konrads in ein Kloster, um sich ganz den Armen zu widmen, denen sie alles gibt. Zu spät erkennt Elisabeth die Machtgelüste Konrads, die nur wenig mit ihren hohen Zielen gemein haben, und sie erleidet einen Zusammenbruch, von dem sie sich nicht mehr erholt. Mit 24 Jahren stirbt Elisabeth völlig mittellos. Konrad treibt Elisabeths Heiligsprechung schnell voran und wird vom Papst zum ersten deutschen Großinquisitor ernannt. Nach vielen Hinrichtungen und Verbrennungen wird Konrad wahnsinnig und später ermordet. Elisabeths selbstloses Wirken als Heilige bleibt jedoch für immer im Gedächtnis des Volkes.

## Die Songs
- Prolog
- Ein Stern aus Ungarn
- Hol mich heim
- Höfisch
- Herr, bewahre ihn
- Sie raubt dir die Sinne
- Du rettest die Welt für mich
- Illusion vom Paradies
- Deine Spur
- Wunder oder Wahrheit
- Das Ende aller Zeiten
- Das Armenhaus
- Der erste Schritt
- Jerusalem
- Der Augenblick
- Veitstanz
- Die Welt ist tot (Reprise)
- Dein Herz kennt keine Liebe
- Die Bettlerin (Reprise)
- Standesgemäß
- Misere
- Hol mich heim (Reprise)
- Liebe ist alles
- So weit der Himmel reicht
- Weltvernichtung
- Es gleitet ein Traum durch die Zeit
- Finale

In der Bearbeitung 2008 wurde der Titel Finale gestrichen. 2009 kam Abgrundtiefe Nacht hinzu, ein Duett zwischen Konrad und Elisabeth, das Weltvernichtung ersetzt. Das Finale ist wieder dabei; dafür wurde Es gleitet ein Traum durch die Zeit gestrichen.

## Kreativteam

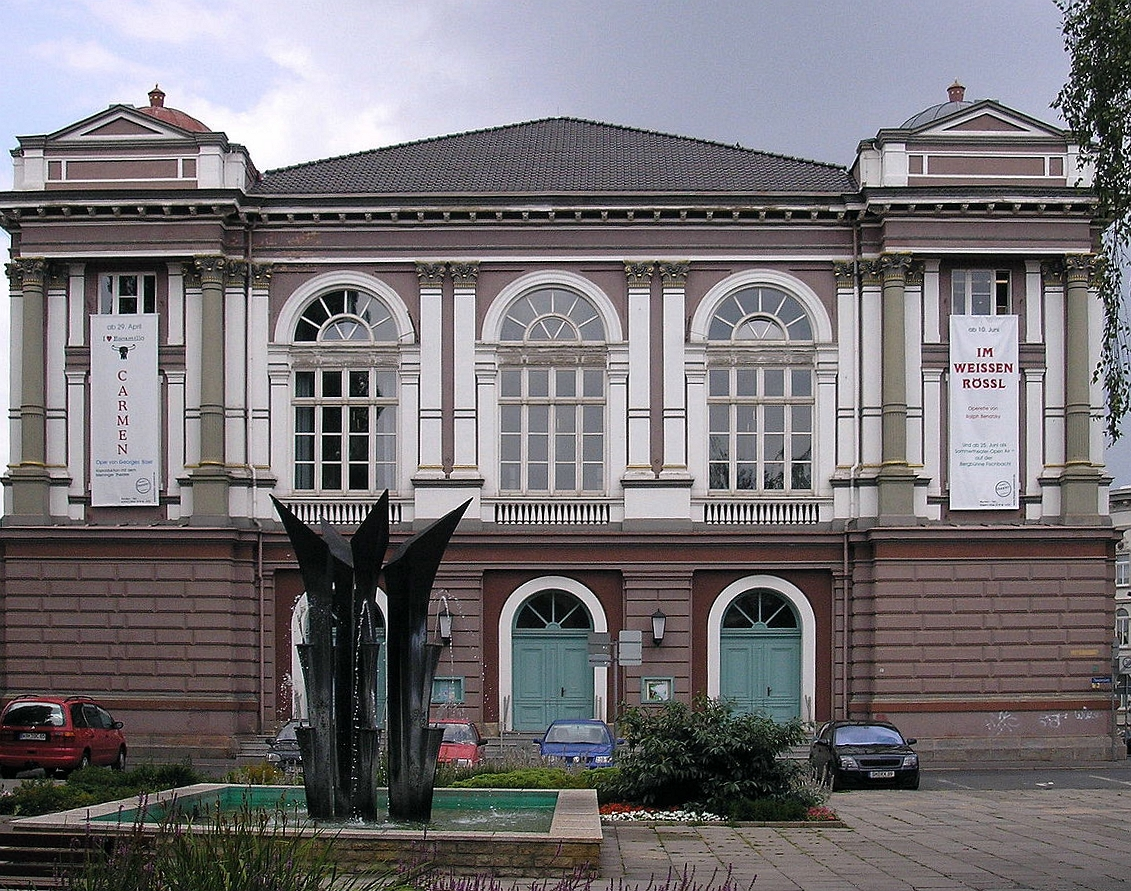
Landestheater Eisenach

| Musik        | Dennis Martin und Peter Scholz |
| Buch         | Dennis Martin                  |
| Regie        | Reinfried Schieszler           |
| Choreografie | Doris Marlis                   |
| Lichtdesign  | Sabine Wiesenbauer             |
| Bühnenbild   | Bernd-Heinrich Sogel           |
| Kostüme      | Claudia Kuhr                   |
| Maske        | Elke Quirmbach                 |
| Sounddesign  | Andreas Balaskas               |

## Darsteller
| Elisabeth                  | Sabrina Weckerlin        |
| Konrad von Marburg         | Chris Murray             |
| Ludwig                     | Armin Kahl               |
| Wolfram von Eschenbach     | Kristian Korsholm Vetter |
| Walther von der Vogelweide | Jesse Garon              |
| Heinrich Raspe             | Christian Schöne         |
| Landgräfin Sophie          | Mara Dorn                |
| Guda                       | Katrin Wiedmann          |
| Bischof Eckbert            | Artur Ortens             |

| Elisabeth                  | Sabrina Weckerlin Eveline Suter |
| Konrad von Marburg         | Chris Murray Norbert Conrads    |
| Ludwig                     | Armin Kahl Karl Grunewald       |
| Wolfram von Eschenbach     | Kristian Korsholm Vetter        |
| Walther von der Vogelweide | Jesse Garon                     |
| Heinrich Raspe             | Christian Schöne                |
| Landgräfin Sophie          | Mara Dorn                       |
| Guda                       | Melanie Gebhard                 |
| Bischof Eckbert            | Wolfgang Postlbauer             |

| Elisabeth                  | Sabrina Weckerlin Kerstin Löcker         |
| Konrad von Marburg         | Chris Murray Norbert Conrads             |
| Ludwig                     | Armin Kahl Karl Grunewald Lucius Wolter  |
| Wolfram von Eschenbach     | Kristian Korsholm Vetter Dietmar Ziegler |
| Walther von der Vogelweide | Jesse Garon                              |
| Heinrich Raspe             | Christian Schöne Christof Maria Kaiser   |
| Landgräfin Sophie          | Mara Dorn Janna Blaurock                 |
| Guda                       | Saskia Leppin Marie Kaßner               |
| Bischof Eckbert            | Robert Meyer Dietmar Ziegler             |

## Einspielungen
- Doppel-CD, Original Musical Cast, Media Mentis GmbH, 2007.

## Rezension der Uraufführung
1. Besprechung von Michael Potthast[3]
2. Besprechung von Michael Rieper[4]
3. Besprechung von Christine Daaé[5]
4. Besprechung von Klaus Depta[6]
5. Besprechung von Stephan Drewianka[7]
6. Besprechung von Kerrin Falck[8]